# Wikipedia en aragonés
La Biquipedia o Wikipedia en aragonés es la versión de Wikipedia escrita en idioma aragonés. Comenzó el 21 de julio de 2004 y en la actualidad tiene más de 37.000 artículos, siendo por tanto la Wikipedia número 99 por número de artículos y la 4.ª en la clasificación de nº de artículos / nº hablantes (la primera considerando solamente las lenguas naturales y no revividas).

## Hitos históricos
- Alcanzó los 1000 artículos el día 30 de diciembre de 2005, con el artículo Ciudat de Panamá (Panamá).

- Alcanzó los 2000 y los 3.000 artículos en la madrugada del 4 de marzo de 2006, gracias a la ayuda de Chlewbot.

- Alcanzó los 4000 artículos el día 20 de septiembre de 2006, con el artículo Cortz d'Aragón (Cortes de Aragón).

- Alcanzó los 5000 artículos el día 29 de diciembre de 2006, con el artículo Monesterio de Sant Chuan d'a Penya (Monasterio de San Juan de la Peña).

- Alcanzó los 6000 artículos el día 31 de mayo de 2007, con el artículo Pitarc (Pitarque).

- Alcanzó los 7000 artículos el día 29 de septiembre de 2007, con el artículo Taifa de Saraqusta (Taifa de Saraqusta).

- Alcanzó los 8000 artículos el día 22 de enero de 2008, con el artículo Sexma de la Honor de Uesa (Sesma de la Honor de Huesa).

- Alcanzó los 9000 artículos el día 6 de junio de 2008, con el artículo Las Planas de Castellot (Las Planas de Castellote).

- Alcanzó los 10000 artículos el día 21 de agosto de 2008, con el artículo Monesterio de Sant Per de Ciresa (Monasterio de San Pedro de Siresa).

- Alcanzó los 15 000 artículos el día 9 de junio de 2009, con el artículo Sublevación de Chaca (Sublevación de Jaca).

- Alcanzó los 20 000 artículos el día 3 de abril de 2010, con el artículo Mesegar de Tajo (Mesegar de Tajo).

- Alcanzó los 25 000 artículos el día 16 de marzo de 2011, con el artículo Castiello de Sibirana (Castillo de Sibirana).

- Alcanzó los 30 000 artículos el día 11 de junio de 2014,[1] con el artículo Aragosaurus (Aragosaurus).

- Alcanzó los 35 000 artículos el día 17 de abril de 2018.

- Alcanzó los 40 000 artículos el día 5 de mayo de 2021.

## Logotipos conmemorativos

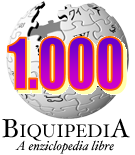
Logotipo conmemorativo de los 1000 artículos
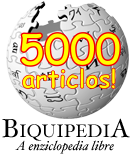
Logotipo conmemorativo de los 5000 artículos
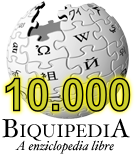
Logotipo conmemorativo de los 10 000 artículos
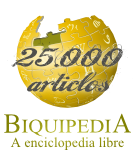
Logotipo conmemorativo de los 25 000 artículos
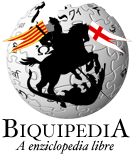
Logotipo del día de Aragón (San Jorge), 2008
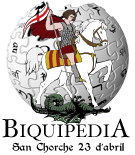
Logotipo del día de Aragón (San Jorge), 2009
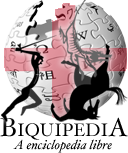
Logotipo del día de Aragón (San Jorge), 2011
Logotipo conmemorativo por su 10º aniversario (21 de julio de 2014)
Logotipo conmemorativo por su 10º aniversario en el día de San Jorge 2015